# Hans Gerhard Schwick

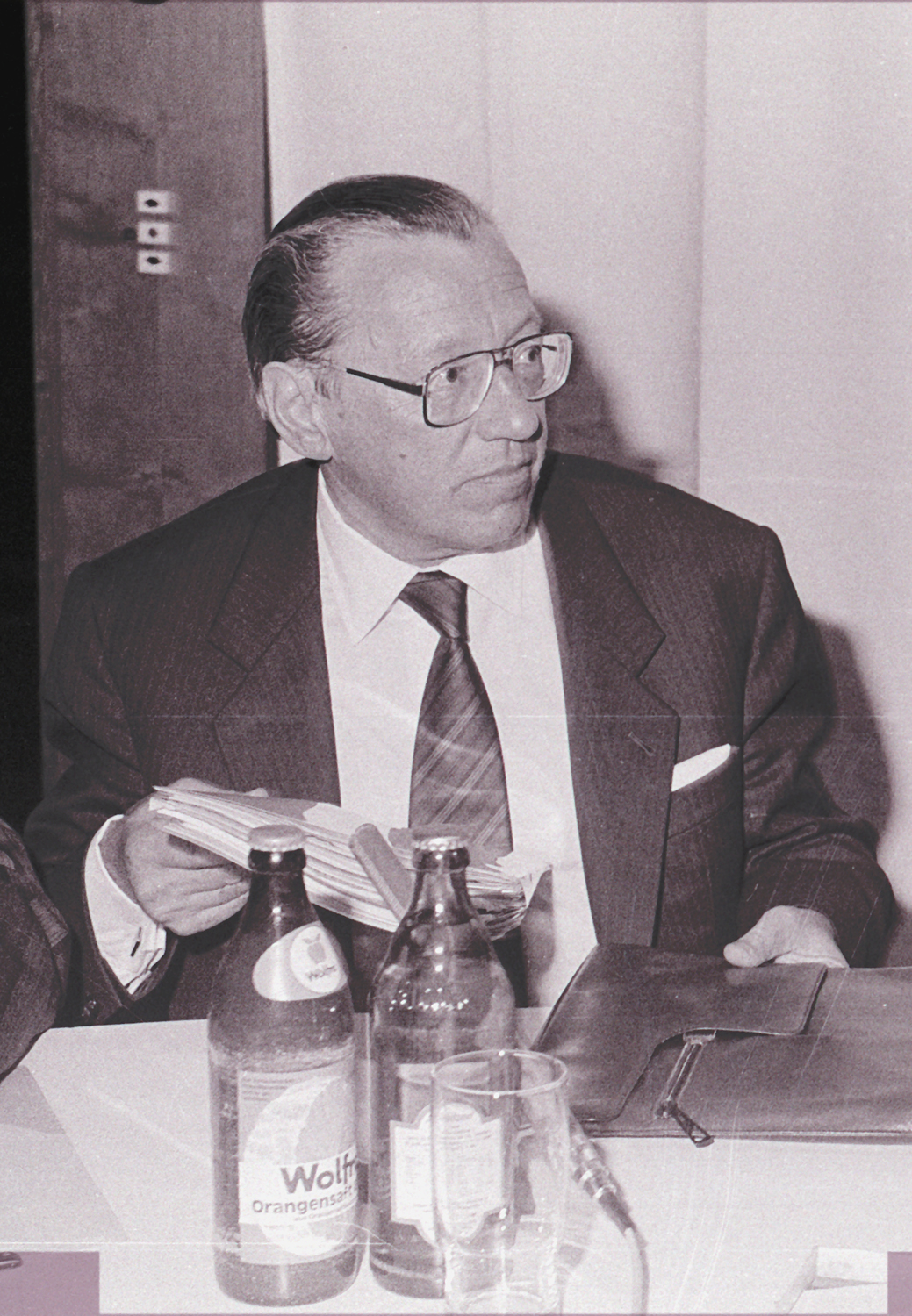
Hans-Gerhard Schwick (1986)

Hans Gerhard Schwick (* 5. April 1928 in Marburg; †  10. Mai 2015 in  Berlin) war ein deutscher Mediziner und Biologe, Vorstand der Behringwerke und Honorarprofessor an der Universität Marburg.

## Leben und Werk
Schwick begann 1942 seine Lehre als Laborant bei den Behringwerken. Nachdem er schon 25 wissenschaftliche Publikationen als Mit-Autor verfasst hatte, erhielt er die Genehmigung, ohne Besuch des Gymnasiums ab 1959 Biologie in Marburg zu studieren, wo er 1963 in Zoologie promoviert wurde. 
Schwick war Mitbegründer der Gesellschaft für Immunologie im Jahr 1967 (ab 1995 in Deutsche Gesellschaft für Immunologie, DGfI, umbenannt), in deren vorläufigen Vorstand er berufen wurde. Im gleichen Jahr wurde Schwick Forschungsleiter bei den Behringwerken, 1968 Direktor und stellvertretendes Mitglied des Vorstands. 1969 habilitierte er sich in der Medizinischen Fakultät (in Physiologischer Chemie) und wurde 1973 Honorarprofessor in Marburg. Ab 1970 war er im Vorstand der Behringwerke als Leiter der Abteilung Diagnostika. Ab 1977 wurde er Leiter der Forschung und stellvertretender Werksleiter. Ab 1980 war er Werksleiter und Vorstandsvorsitzender. 1992 ging er bei den Behringwerken in den Ruhestand. Schwick lebte bis zu seinem Tod in Berlin.
1973 erhielt er den Robert-Koch-Preis. 2008 wurde  er Ehrenbürger der Universitätsstadt Marburg. 1989 bis 2002 war er im Vorstand des Marburger Universitätsbundes. 1992 erhielt er die Silberne Philipps-Plakette der Universität Marburg und 1997 die Euricius-Cordus-Medaille der Medizinischen Fakultät in Marburg. Er wurde 1988 Ehrendoktor der Universität Marburg.

## Trivia
Als Baby stand er Modell für den Säugling an der Mutterbrust im Gemälde Der Weg des Lebens (1930) von Carl Bantzer im Marburger Rathaus. Er war ein passionierter Porzellansammler und stiftete seine Sammlung dem Marburger Universitätsmuseum.

## Veröffentlichungen (Auswahl)
- mit Friedrich Wilhelm Gierhake: The Immunology of Surgical Infections. 24. Kongreß der Société internationale de Chirurgie, Moskau 21.–28. August 1971.